# Saint-Lon-les-Mines
Saint-Lon-les-Mines település Franciaországban, Landes megyében. Lakosainak száma 1242 fő (2022. január 1.). Saint-Lon-les-Mines Bélus, Cagnotte, Heugas, Orist, Orthevielle, Port-de-Lanne, Saint-Étienne-d’Orthe és Siest községekkel határos.

## Népesség
A település népessége az elmúlt években az alábbi módon változott:
| Lakosok száma | 809  | 804  | 877  | 1098 | 1180 | 1182 | 1208 | 1229 | 1233 | 1242 |
|               | 1968 | 1982 | 1990 | 2006 | 2013 | 2015 | 2017 | 2019 | 2020 | 2022 |